# Cyphocharax notatus
Cyphocharax notatus är en fiskart som först beskrevs av Steindachner, 1908.  Cyphocharax notatus ingår i släktet Cyphocharax och familjen Curimatidae. Inga underarter finns listade i Catalogue of Life.